# Klåveskär
Klåveskär ist eine kleine zu Schweden gehörende Insel im Kattegat.
Sie liegt im Göteborger Schärengarten westlich von Göteborg in der Provinz Västra Götalands län und gehört zur Gemeinde Göteborg. Etwas weiter westlich liegt die Insel Danaholmen, östlich die Inselgruppe Vasskären. Mit diesen beiden und Harstensbådan bildet Klåveskär ein Vogelschutzgebiet. Die unbewohnte Insel besteht aus einer Klippe. In Nord-Süd-Richtung beträgt die maximalen Ausdehnungen der unbewohnten Insel etwas weniger als 100 Meter, in Ost-West-Richtung ungefähr 40 Meter. Südöstlich von Klåveskär führen die Fährrouten Göteborg–Kiel und Göteborg–Frederikshavn vorbei.